# キャフビーフ

「テガル」と「バッチ」 ラサヴィー・ホラーサーン州 、 ズィーバッドのヤルダーにて

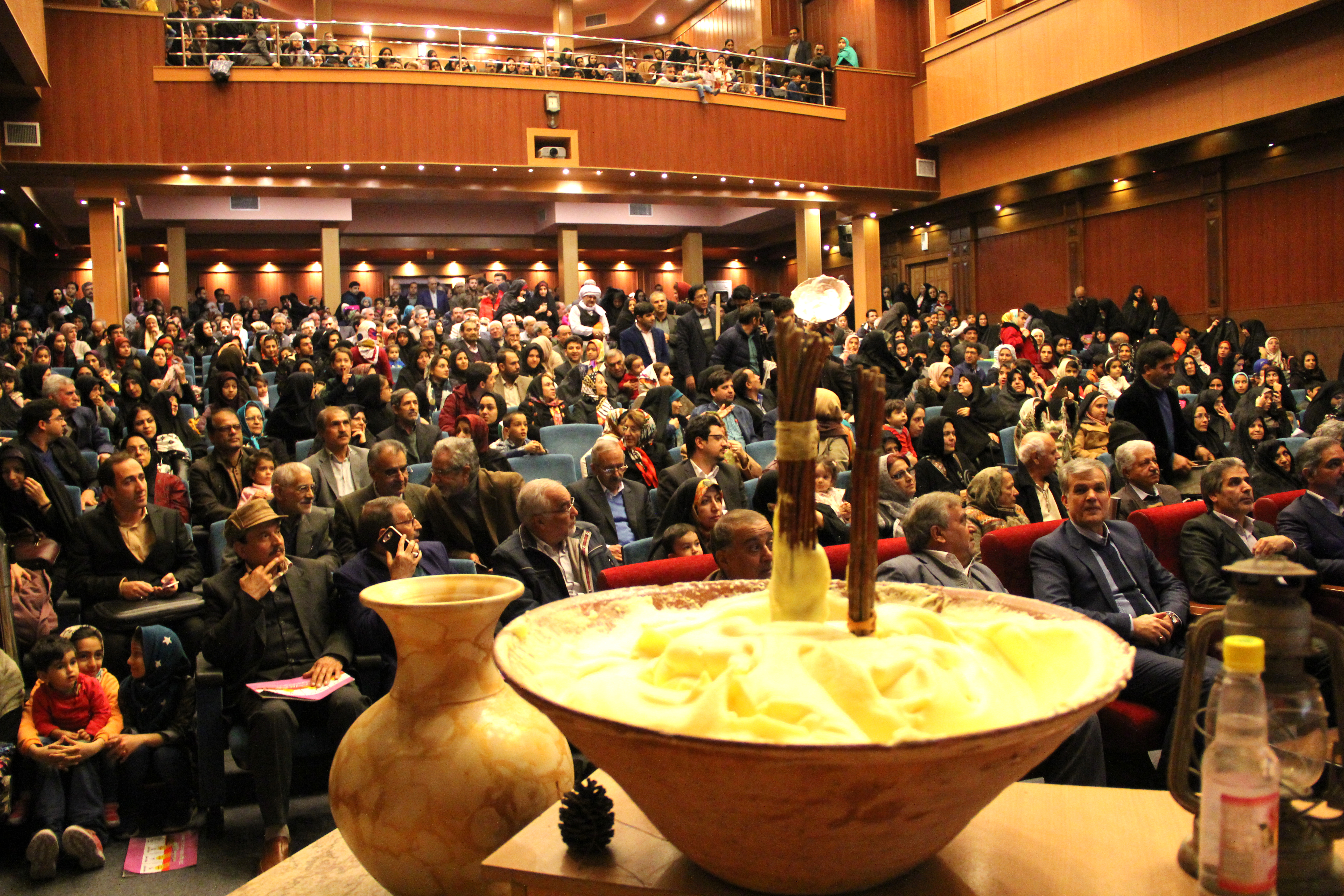
イランの菓子、キャフビーフ

イランのヤルダーの祭

イランのヤルダーの祭

キャフビーフ（ペルシア語：کفبیخ）は、冬季、特にヤルダーの夜に食されるイランの伝統的な菓子である。主に北東部、特にホラーサーン地域（ゴナーバード市が有名）で食される。 イランには、各地でヤルダーの夜のためのいくつかの特別な伝統があるが、ホラーサーンでは、この最も長い夜の間、家族が集まってキャフビーフを楽しむ。

## 準備
キャフビーフはAcanthophyllum squarrosum(ナデシコ科の植物。ペルシア語で「チューバク」)の根「ビフ」を元にしている。「ビフ」を水に漬け、少なくとも3回洗浄して茹でる。茹でた湯によい香りと味が出てくるまで水を替えながら茹でる。 
茹で汁にまだ香りや味が出ていない時には、特に若者たちが茹で汁を互いに投げあい、お互いの顔にキャフを塗って遊ぶこともある。 

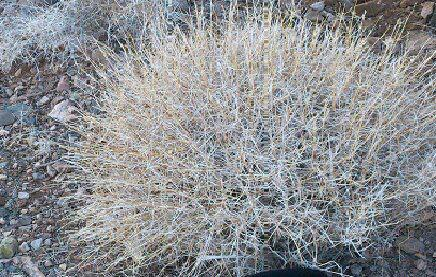
Acanthophyllum squarrosum

何度か茹でられた後、茹で汁は「テガル」とよばれる大きな器に流しこまれる。「バッチ」とよばれるザクロの木の枝ひとまとめにした混ぜ棒を持った家族のメンバー(主に男性）が、この「テガル」の液体を何時間も混ぜると液体は固まっていく。固めるためには、この作業を涼しい環境でおこなわなければならない。混ぜていくと、イスファハンの銘菓ギャズのように、液体が泡立った後に水分が減って固まっていく。できたキャフは、最後にシーレ・アングール（葡萄のシロップ）を混ぜ、クルミやピスタチオなどで装飾された後、ゲストに運ばれる。 
ホラーサーンの特定の場所では、この他にヤルダーの夜に若い婚約カップルが関係する別の習慣もある。 男性はこの夜、婚約者に、7種類の果物とさまざまな贈り物を含む、食品の贈り物をする。 一部の地域では、少女と彼女の家族は青年に贈り物を贈り返すことで好意を返す。  

## ギャラリー

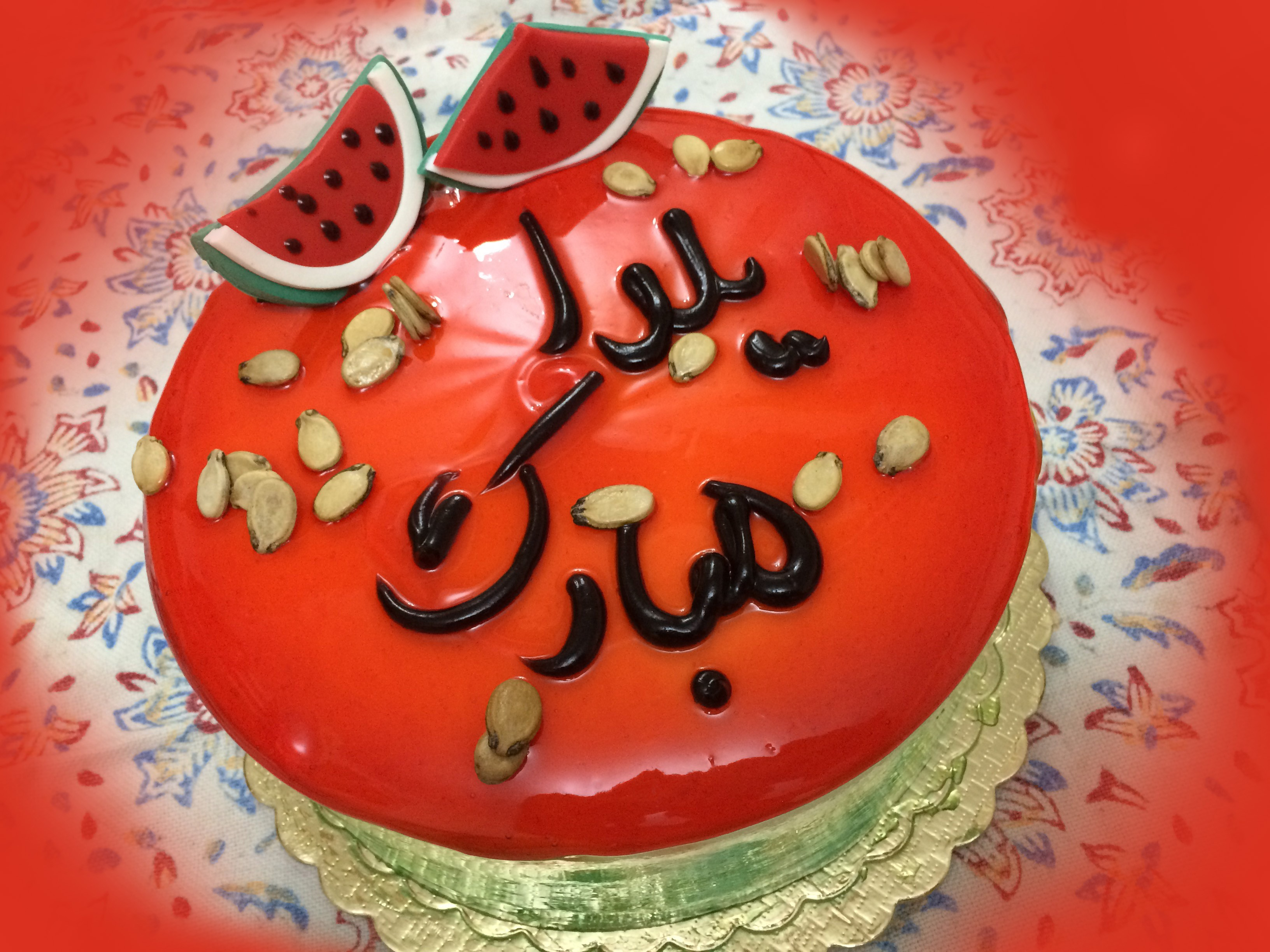
ヤルダーの夜を祝うケーキ
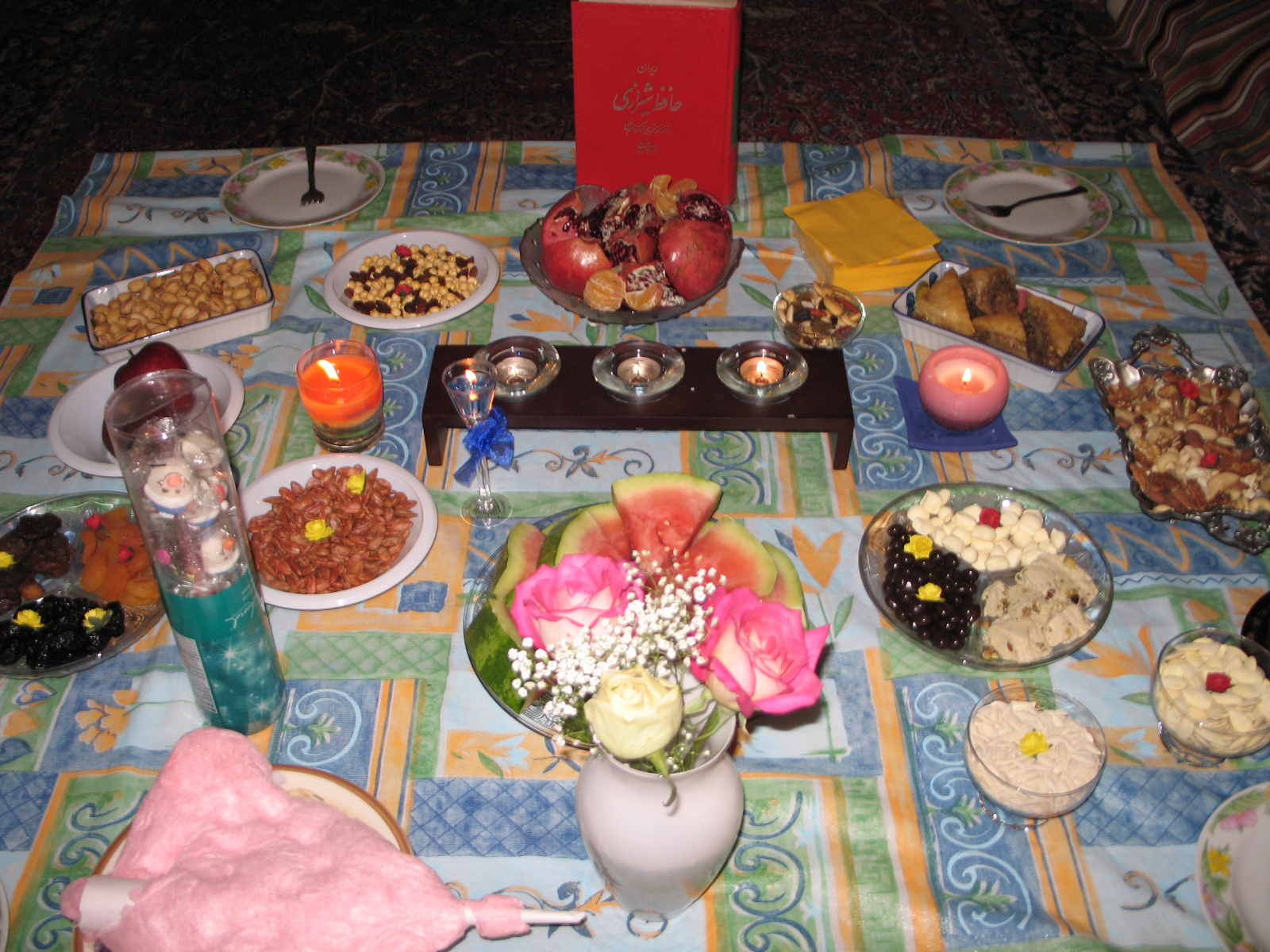
ヤルダーの食卓
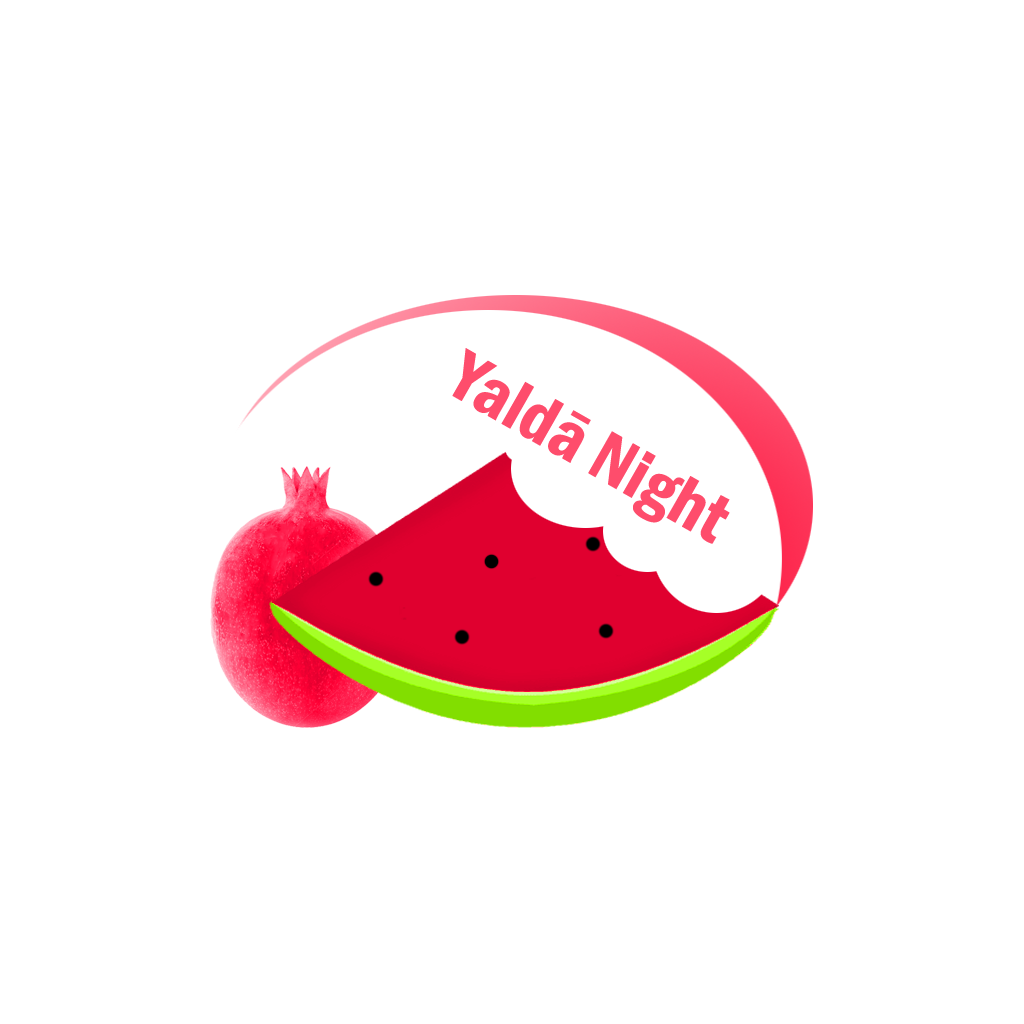
ヤルダーのためにデザインされたロゴ。
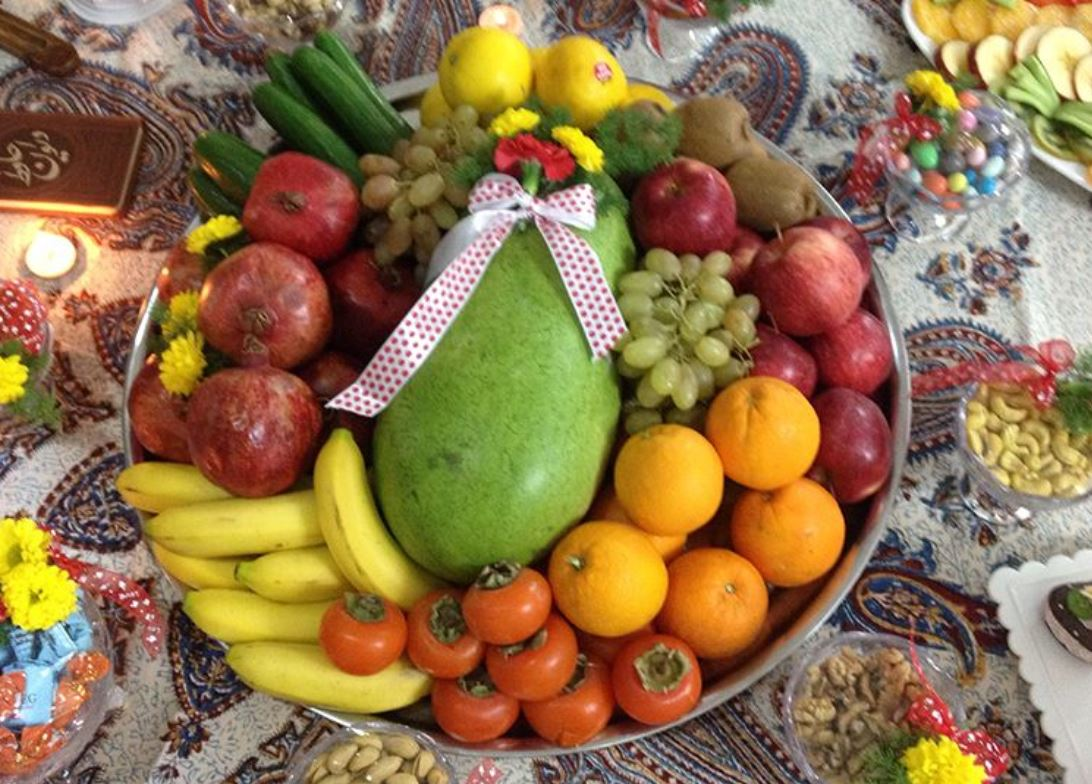
ヤルダーの夜の果物

## 参考項目
- ヤルダー
- ノウルーズ